# Zakrzów (gmina)
Zakrzów – dawna gmina wiejska istniejąca w latach 1945–1951 lub według innych źródeł w latach 1945–1954 w woj. wrocławskim (dzisiejsze woj. dolnośląskie). Siedzibą władz gminy był Zakrzów (od 1951 w granicach Wrocławia).
Gmina Zakrzów powstała po II wojnie światowej na terenie tzw. Ziem Odzyskanych (tzw. II okręg administracyjny – Dolny Śląsk). Objęła tereny czterech niemieckich jednostek terytorialnych: Amtsbezirk Sakrau (Zakrzów), Amtsbezirk Groß Weigelsdorf (Kiełczów, Kiełczówek i Mirków), Amtsbezirk Wildschütz (Wilczyce i Zgorzelisko) i Amtsbezirk Sibyllenort (Szczodre, Długołękę i Domaszczyn). 28 czerwca 1946 gmina – jako jednostka administracyjna powiatu oleśnickiego – weszła w skład nowo utworzonego woj. wrocławskiego.
1 stycznia 1951 z gminy Zakrzów wyłączono Zakrzów i Zgorzelisko, włączając je do miasta Wrocławia.
Wykaz Gromad Polskiej Rzeczypospolitej Ludowej, wydany przez GUS podaje następujący skład gminy Zakrzów według stanu z dnia 1 lipca 1952: Długołęka, Kiełczów, Kiełczówek, Lutoszyce, Mirków, Olszyca i Szczodre.
W 1954 roku z obszaru gminy Zakrzów utworzono gromady: Długołęka (Długołęka, Domaszczyn, Mirków i Szczodre) i Kiełczów (Kiełczów, Wilczyce i Kiełczówek).